# 東京都立青山高等学校

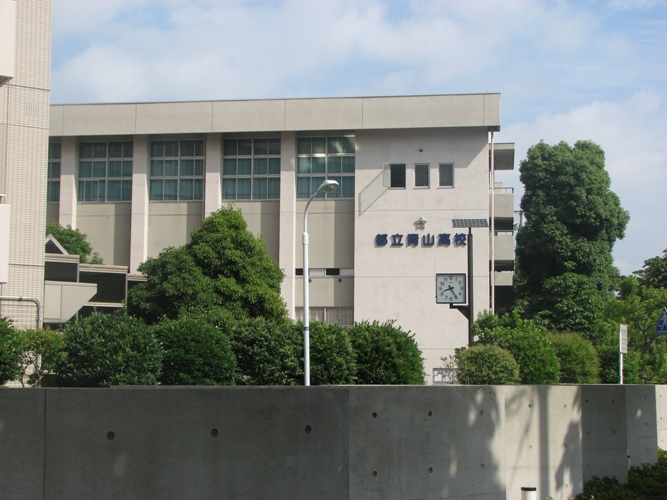
校舎

東京都立青山高等学校（とうきょうとりつ あおやまこうとうがっこう、英: Tokyo Metropolitan Aoyama High School）は、東京都渋谷区神宮前に所在する東京都立高等学校。
略称は「青高（あおこう）」。

## 概要

### 概観
1940年（昭和15年）に開校した府立十五中を前身とする。
学校群制度導入時代に戸山高校と同じ群を組み進学実績を伸ばした（同様な例としては、富士高校、国立高校がある）。最寄駅は銀座線外苑前駅であり、神宮球場や秩父宮ラグビー場など明治神宮外苑一帯に隣接する好立地に所在する。冬季にはマラソン大会が神宮球場で行われ、生徒は球場内を走ることができる。
2024年現在、東京都教育委員会から進学指導重点校に指定されている。1970年代から1980年代半ば前頃には東京大学合格者数が30 - 40人前後を数えることもあった。土曜授業、外部模試、東大特別講座（2007年より）、教員の指導力向上のための外部講師を利用した研修会、大学キャンパスツアーが実施されている。
入学者選抜の学力検査問題については、国語・数学・英語の3科目で2004年度から2013年度まで自校作成問題を、2014年度から2016年度までグループ作成問題を、2017年度から自校作成問題を導入している。

### 教育目標
「身体」「知性」「情操」「個性」「社会性」が涵養すべき項目として定められている。教育目標は「健康な身体をつくり 知性を高め 情操をゆたかにし 個性を伸ばし 社会性を培う」である。スローガンは「高きを望め、青山で。」
各項目は2007年度の学校経営計画で以下のように定義されている。
- 「身体」とは忍耐力、精神力、心身の自己管理能力、危険回避能力である。
- 「知性」とはそれ以前の「知識人」あるいは「知識」を疑い、本質を求める知力である。
- 「社会性」とは他人に対する洞察力。人の話を聴き、自分の意見を伝えるコミュニケーション能力。公共心、道徳心である。
- 「情操」とは美・自然・他者を感じる力である。
- 「個性」とは他との交わりの中で自分自身を刻み出す力である。

### 校名の由来
1946年（昭和21年）3月30日、東京都立多摩中学校を廃止統合し、東京都立第十五中学校を改称して東京都立青山中学校が発足した。「青山」という校名は、第十五中学校が東京市赤坂区青山北町五丁目に開校したことに由来する。なお、設立に伴い赤坂区青山北町四丁目に校地が移された。新制高校に移行する際も「青山」の名称はそのまま用いられている。

### 校章
校章は笹の葉、雪の結晶、ペンを図案化したものである。雪の結晶は学び舎、ペンは勤勉、笹の葉は強さをそれぞれ意味している。

### 校歌
1959年に制定された。作詞は当時在校生の杉本清治、作曲は昭和20年卒業生の小杉太一郎である。

## 沿革
- 1940年
  - 1月18日 - 府立第十五中学校設置（東京市赤坂区青山北町の東京府青山師範学校跡、現在の青山北町アパート所在地に開校・府立十四中内）
  - 1月23日 - 府立第十五中学校開校
- 1942年2月6日 - 市立多摩中学校設立（東京市立渋谷商業学校内）
- 1943年7月1日 - 都制移行に伴い都立第十五中学校および都立多摩中学校にそれぞれ改称。
- 1945年5月24日 - アメリカ軍による東京大空襲によって青山北町の校舎を焼失
- 1946年3月30日 - 都立多摩中学校が廃止され第十五中学校に統合、「東京都立青山中学校」として、以前と同じ青山北町内にある、現在地の旧東部第七部隊跡（旧近衛歩兵第4連隊跡）に移転。
- 1947年4月1日 - 新制中学校の渋谷区立外苑中学校が開校し、同居。
- 1948年4月1日 - 学制改革により都立青山新制高等学校を設置、過渡期の措置として旧制青山中学校と併設
- 1950年
  - 1月28日 - 東京都立青山高等学校と改称。
  - 4月1日 - 男女共学開始。
  - 10月31日 - 創立10周年記念式典挙行（於：日比谷公会堂）。上田仁の指揮の下、東京交響楽団による記念演奏会が行われ、コープランドの「エル・サロン・メヒコ」の日本初演がなされる。
- 1952年 - 学区合同選抜制度導入。
- 1959年4月1日 - 定時制を設置。在校生杉本清治作詞、昭和20年卒業小杉太一郎作曲により校歌制定。
- 1967年 - 学校群制度導入、戸山高校と22群を組む。
- 1969年 - 学園紛争激化で機動隊250名が導入される。
- 1982年 - グループ合同選抜制度導入、戸山・駒場・新宿・都立大附属・広尾・目黒・赤城台の各校と21グループを組む。
- 1994年 - 単独選抜制度へ移行。
- 1999年11月24日 - 創立60周年記念式典挙行。
- 2002年 - 公式ウェブサイト開設。
- 2003年
  - 5月22日 - 東京都立青山高等学校後援会が設立される。
  - 11月27日 - 東京都教育委員会より進学指導重点校に指定される（2007年4月1日に2013年3月31日まで指定延長、2012年6月14日に2016年3月31日まで指定延長、2014年5月22日に2018年3月31日まで指定延長、2017年8月24日に2023年3月31日まで指定延長、2022年9月22日に2028年3月31日まで指定延長[5]）。
- 2004年 - 国語・数学・英語の三教科で独自入試を導入（2014年度にグループ作成、2017年度に自校作成問題に移行）。
- 2008年3月 - 定時制を閉課。
- 2010年10月30日 - 創立70周年記念式典挙行（於：日比谷公会堂）。
- 2014年4月1日 - 東京都教育委員会よりオリンピック教育推進校に指定される。
- 2016年4月1日 - 東京都教育委員会より英語教育推進校に指定される。
- 2018年
  - 4月1日 - 東京都教育委員会より文化部推進校に指定される。
  - 7月 - 「文化講演」シリーズが始まる。

## 交通
- 東京メトロ銀座線 外苑前駅 徒歩3分
- 都営地下鉄大江戸線 国立競技場駅 徒歩15分
- JR 中央・総武緩行線 信濃町駅／千駄ケ谷駅 徒歩15分
- 都営バス
  - 早81 「霞ヶ丘」下車
  - 黒77 「北青山三丁目」　下車

## 部活動

### 文化部
- 生物部
- 演劇部
- 軽音楽部
- 青山フィルハーモニー管弦楽団（略称は青フィル）
- クッキング部
- 漫画研究部
- 美術部
- 英語部
- 百人一首部
- クイズ研究会

### 運動部
- 硬式野球部
- バレー部（男・女）
- バスケット部（男・女）
- ダンス部（男・女）
- バドミントン部
- 剣道部
- 陸上競技部
- 水泳部
- サッカー部
- ラグビー部
- 硬式テニス部（男・女）
- ソフトテニス部
- アルペン部

## 学園祭
通称「外苑祭」。同校最大の伝統行事である高校演劇を主体とする文化祭である。都立高校文化祭としては「西の国高祭、東の外苑祭」と並び称される、東京都立国立高等学校の「国高祭」に次ぐ来場者数を誇る人気がある。
「外苑祭」の通称は1970年（昭和45年）に決められた。理由は「青山高校らしさを表現するとともに青山学院と混同されない」というものであった。
外苑祭全体の運営は外苑祭委員会委員長を筆頭とする外苑祭委員会総務によって、各クラスの運営はクラス監督を筆頭とする監督団によって執り行われる。
2015年には、2日間の会期を通して史上最多となる8272名の来場者があった。
内容は全学年全クラスによって行われる演劇のみである。演技・演出・内装・外装・立看・衣装・音響・照明と作業量が膨大なため、外苑祭の準備は新学級結成後の4月から本番当日までの半年間かけて行われる。夏休み期間中も、来校し、内装の枠組みや外装デザインを進めたり、演劇の練習を行う。外装デザインは細部まで凝られており、迫力がある。
現在は、来場時に配られる冊子の中に、アンケートのリンクに飛ぶQRコードが同封されており、このアンケートの2日間の投票結果によって、各学年各クラスの第1位～第3位、外装大賞、立看大賞を決める。第1学年・第2学年の第1位は「学年大賞」、第3学年の第1位は特に「外苑大賞」と呼ばれ、学年大賞・外装大賞・立看大賞を揃えることを「三冠」という。最終日最終公演後に順位が発表される。

### 歴史
- 青山高校では1947年（昭和22年）に第1回目の文化祭が開催された。1948年（昭和23年）は資金難により中止となったが、1949年（昭和24年）からは毎年開催されている。
- 1961年（昭和36年）にはそれまで文化祭の一部門であった運動会が単独開催となり、これを契機として応援団が結成された。
- 1969年度は9月12日に起きた学校紛争の影響で文化祭は中止となった。同年の国際反戦デー当日には強制捜査が行われ、機動隊がバリケード封鎖を解除している際に火炎瓶が投げこまれて炎上する事件も発生した[7]。
- 1970年度には文化祭が再開され、新たに「外苑祭」の名称で1970年（昭和45年）10月3・4日に開催された。
- 1991年度に初めて全クラスが劇ないしミュージカルの上演を行い、現在までこの開催形式が維持されている。
- 2011年度の第65回外苑祭は東日本大震災による節電対策を目的として一般公開が中止され、生徒が配布する入場券などを持つ者のみが入場できる変則開催となった。
- 2014年度からは、保護者の鑑賞枠の確保のため、3年生の第1公演を対象として招待券制度が導入された。
- 2020年度は新型コロナウイルス感染症の流行により中止。
- 2021年度以降は新型コロナウイルス感染症対策のため、規模を縮小して実施している。

## 登場作品
- 映画『君の名は。』に登場する東京都立神宮高等学校の立地モデルである。
- 映画『名探偵コナン ハロウィンの花嫁』にて、校舎の一部が描写される。

## 同窓会

### 名称
- 一般財団法人外苑会

### 沿革
- 1945年3月 - 第1回生卒業とともに四組によるクラス会が発足。
- 1946年9月 - 「四組会報」創刊。
- 1954年
  - 1月 - 同窓会名簿発行。（収録者数約2000件）
  - 5月 - 日本青年館において第1回同窓会総会が開催され、会則が制定される。同窓会の初代会長に中村健之助（1945年卒業）が就任した。
- 1961年5月 - 第2回同窓会総会が開催され、2代目会長に長屋稔（1945年卒）が就任した。
- 1976年11月6日 - 第3回同窓会総会が東京証券会館内ホテルオークラ・レストラン・ニホンバシにおいて開催される。
- 1980年
  - 3月 - 同窓会名簿作成。
  - 5月17日 - 第4回同窓会総会が椿山荘にて開催される。
- 1985年
  - 3月15日 - 昭和60年版同窓会名簿発行。
  - 6月23日 - 母校新体育館において同窓会総会を開催。
- 1991年3月30日 - 目白椿山荘において創立50周年記念同窓会総会を開催。
- 1992年3月16日 - 同窓会会報創刊号発行。
- 1993年6月12日 - 母校食堂にて総会開催。以後総会が従来の5年ごとの開催から毎年の開催に変更される。
- 1995年6月10日 - 第3代会長に清原國雄（1951年卒業）が就任する。
- 2000年6月10日 - 母校創立60周年を記念し赤坂プリンスホテル・クリスタルパレスにおいて同窓会総会を開催。
- 2001年6月9日 - 第4代会長に廣田浩雄（1955年卒業）が就任する。
- 2007年6月9日 - 第5代会長に山本滋夫（1964年卒業）が就任する。
- 2010年6月26日 - センチュリーハイアット東京において創立70周年記念同窓会総会・懇親会を開催。
- 2014年6月22日 - 第5代会長山本滋夫（1964年卒業）の逝去により西山省子（1984年卒業）が会長代理に就任する[8]
- 2015年6月27日 - 第6代会長に後藤尚雄（1972年卒業）が就任する[9]
- 2017年6月24日 - 青山高校の在校生を対象とする奨学金制度を創設する[10]
- 2019年10月1日 - 同窓会を一般財団法人化し、「一般財団法人東京都立青山高等学校同窓会」となる。
- 2020年4月22日 - 名称が「（一般財団法人）外苑会」となる（4月度理事会において、佐伯由紀子（1976年卒）と伊良原瑞樹（2018年卒）により命名された[11]）。